# Castillo de Maltesholm
El Castillo de Maltesholm (en sueco: Maltesholms slott) es una gran mansión localizada en Sönnarslöv en el municipio de Kristianstad en Escania, Suecia.

## Historia
La historia de la propiedad se remonta a la Edad Media y era una posesión de la familia Brahe durante el gobierno danés de Escania. El castillo fue construido originalmente entre 1635 y 1638 por el condestable de Kristianstad, Malte Juel, (ca. 1460-1507). Típico de la época, el castillo es una mansión Renacentista construida en ladrillo con tres pisos, torre de escalera con aguja elaborada, dos hastiales escalonados y rodeada por un gran foso.
Durante la vida de Malte Ramel (1684-1752) los dominios se ampliaron mucho. Malte Ramel era uno de los hombres más ricos de Escania en su tiempo, poseyendo las haciendas de Löberöd, Västerstad, Hviderup y Sireköpinge así como Maltesholm.
Su hijo Hans Ramel (1724-1799) empezó la reconstrucción del castillo según el estilo de finales del siglo XVIII. Fue completado en 1780 en estilo de palacio clásico sueco; los únicos restos del castillo Renacentista son el foso y el año "1680" marcado en la fachada. Hans Ramel también construyó una carretera de piedra de 1,3 km de largo que conduce a la mansión a través del ondulado paisaje. La carretera tenía que ser nivelada y tardó casi 50 años en completarse.
En 1800 el castillo pasó a Axel Gabriel De la Gardie (1772-1838), gobernador del condado de Kristianstad, quien estaba casado con Christina Gustava Ramel (1783-1819) y permaneció en manos de la familia De la Gardie por más de 100 años. En 1933, la finca pasó por herencia a la familia baronial de los Palmstierna. La propiedad ha pasado durante generaciones y ahora es una residencia privada del Barón de Palmstierna.

## Jardines
En los jardines renacentistas se halla un abeto de Douglas que mide 35 metros de alto y tiene más de 200 años. También hay un gazebo diseñado por el arquitecto clásico Carl Hårleman (1700-1753). El bello jardín es abierto al público

## Iglesia de Östra Sönnarslöv
A unos pocos kilómetros al sudoeste de la finca se encuentra la Iglesia de Östra Sönnarslöv (Östra Sönnarslövs kyrka) de la parroquia de Degeberga-Everöd en la diócesis de Lund. Las partes más antiguas de la iglesia datan del siglo XII. Está decorada con frescos atribuidos comúnmente a Nils Håkansson (Vittskövlemästaren) y fueron hechos en la última parte del siglo XV, probablemente en la década de 1460. La cripta de Ramel contiene tres sarcófagos de piedra con las cenizas de Malte Ramel y de sus esposas.